# Padus Vallis
Padus Vallis é um vale no quadrângulo de Memnonia em Marte que termina na Formação de  Medusa Fossae.  Localiza-se a 4.6° S and 150.1° W.  Sua extensão é de 46.0 km e seu nome vem de um nome clássico para o moderno Rio Pó na Itália.  Padus Vallis é um dos muitos vales que desembocam na Formação de Medusae Fossae.

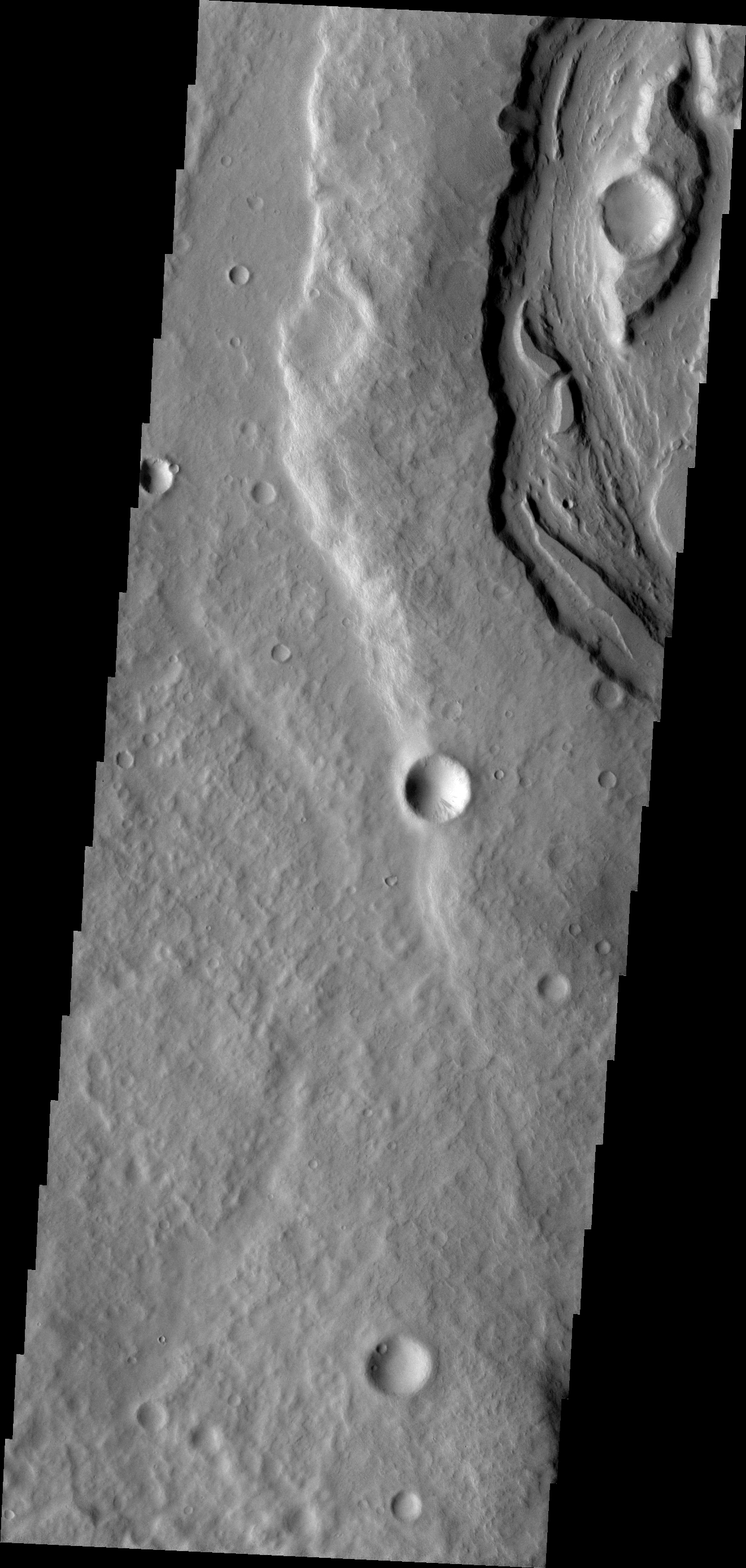
Padus Vallis, visto pela THEMIS.